# Filip Ljubičić
Filip Ljubičić (Aržano, 5. listopada 1964. – Split, 8. kolovoza 2017.) bio je hrvatski šahist i međunarodni majstor.
Na hrvatskoj je nacionalnoj ljestvici od 1. ožujka 2012. godine bio pedeset i prvi po rezultatima, s 2360 bodova.
Po statistikama FIDE sa službenih internetskih stranica od 14. travnja 2012. bio je 1909. aktivni igrač na ljestvici šahista u Europi a 2402. na svijetu. 
Naslov međunarodnog majstora mu je dodijeljen 2000. godine.
U šahu je bio od 1976. godine. Učlanio se u ŠK Poštar čiji je član bio veći dio svoje karijere. Rano je iskazao svoj šahovski talent. Pobijedio je na šahovskom Turniru Boško Buha u Virovitici 1979., na glasu kao neslužbeno kadetsko – pionirsko prvenstvo Hrvatske.
Bio je član šahovskog kluba Mravince. Bio je i pojedinačni seniorski prvak Hrvatske 1987. na Visu i 1994. godine u Poreču.
Bio je na drugoj ploči ŠK Mravinaca koji je 1988. ušao u Hrvatsku ligu. 1989. je s momčadi Mravinaca izborio sudjelovanje na finalu kupa Hrvatske. Pridonio je stvaranju velikog mravinačkog šahovskog kluba 1990-ih. Mnogo je pridonio naslovima i izvrsnim rezultatima šahista Aržana te je imao reputaciju vrlo opasnog igrača koji je mogao dobiti bilo koga, a Ljubičićev osebujni stil krasila je kombinatorna, napadačka igra, sklonost vođenju igre i žrtvovanju figura.
Karijeru je htio nastaviti u ŠK Brda koji ga je pozvao u svoje redove, ali smrt ga je spriječila. Pokopan je na mjesnom groblju u Aržanu.

## Vanjske poveznice
- Filip Ljubičić na Chessgames.com